# Macromedia Studio
Macromedia Studio je produkt společnosti Macromedia. Jedná se však o pouhý balík programů od této společnosti.
Obsahuje následující programy:
- Flash
- Fireworks
- Dreamweaver
- Contribute
- Flashpaper

Nejnovější verzí je prozatím verze s číslem 8.
Společnost Macromedia však byla odkoupena společností Adobe Systems a veškeré produkty společnosti Macromedia jsou tedy uváděny pod štítkem nového vlastníka.